# Рене Марсілья
Рене Марсілья (фр. René Marsiglia, 17 вересня 1959, Обань — 25 вересня 2016, Кань-сюр-Мер) — французький футболіст, що грав на позиції захисника, зокрема за «Лілль» та «Ніццу». По завершенні ігрової кар'єри — тренер.

## Ігрова кар'єра
У дорослому футболі дебютував 1976 року виступами за команду «Булонь», в якій провів два сезони, взявши участь у 32 матчах чемпіонату. 
Своєю грою за цю команду привернув увагу представників тренерського штабу клубу «Лілль», до складу якого приєднався 1978 року. Відіграв за команду з Лілля наступні п'ять сезонів своєї ігрової кар'єри. Більшість часу, проведеного у складі «Лілля», був основним гравцем команди.
Згодом з 1983 по 1987 рік грав у складі команд «Ланс» та «Тулон».
1987 року уклав контракт з «Ніццею», у складі якої провів наступні сім років своєї кар'єри гравця. Граючи у складі «Ніцци» також здебільшого виходив на поле в основному складі команди, а з 1990 року був капітаном команди.
Завершив ігрову кар'єру у команді «Ам'єн», за яку виступав протягом 1994—1995 років.

## Кар'єра тренера
Розпочав тренерську кар'єру невдовзі по завершенні кар'єри гравця, 1998 року, очоливши тренерський штаб клубу «Ам'єн».
Протягом першої половини 2000-х тренував другу команду «Гавра», команди «Канна» і «Олімпіка» (Алес).
2010 року став асистентом Еріка Руа у тренерському штабі «Ніцци», а за рік сам став її головним тренером.
У 2012 році, залишивши команду з Ніцци, продовжив кар'єру в ОАЕ, де очолив команду клубу «Дубай», а останнім місцем тренерської роботи Марсільї був друголіговий французький «Нім-Олімпік», головним тренером команди якого він був з 2013 по 2014 рік.
Помер 25 вересня 2016 року на 58-му році життя у місті Кань-сюр-Мер.